# Volkorenmeel

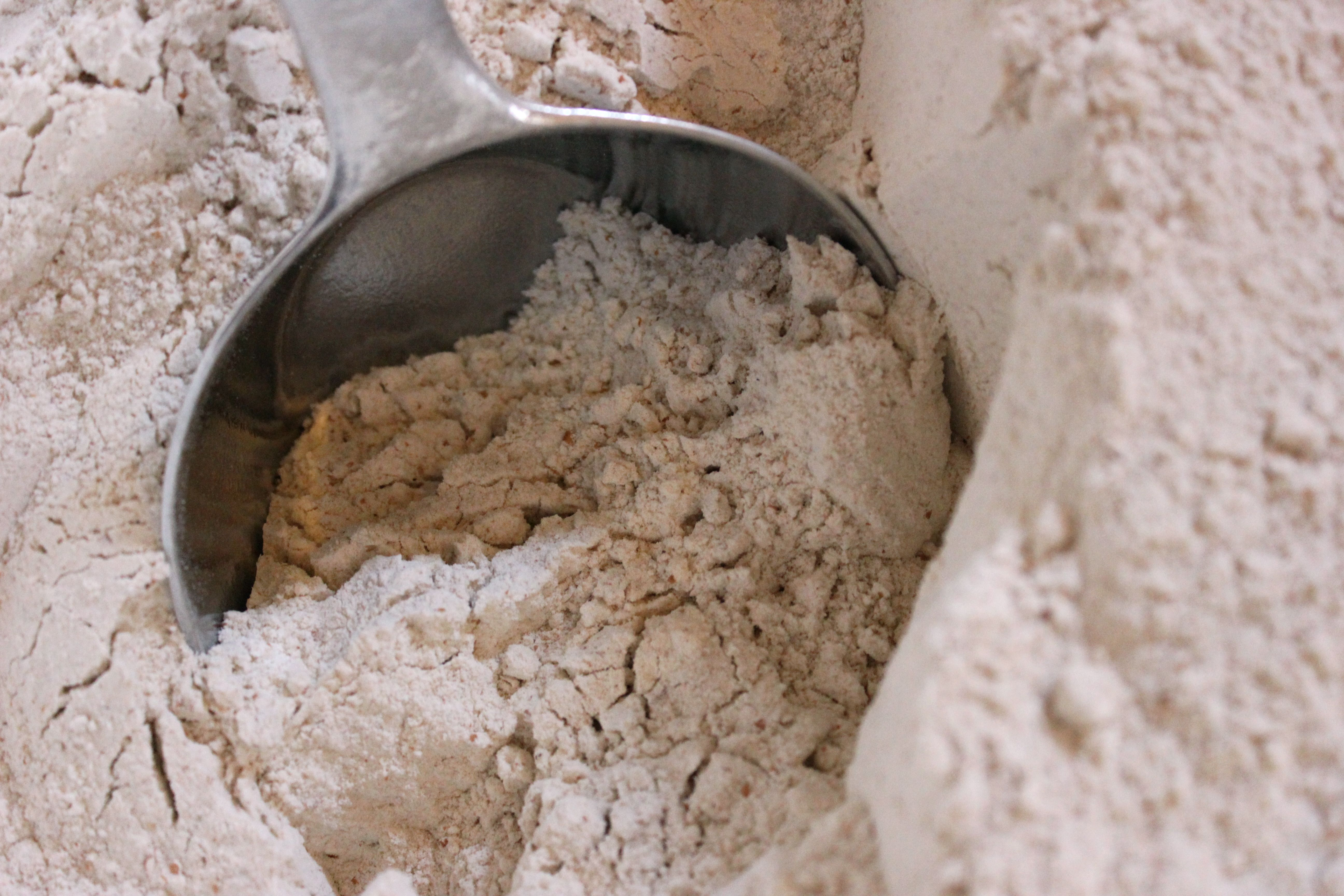
Volkorenmeel met schep

Volkorenmeel is een meel, ofwel gemalen granen. Het is een poederachtige substantie en een basisingrediënt in voeding. Volkorenmeel wordt gemaakt door hele granen fijn te malen, waardoor volkorenmeel zemelen bevat, in tegenstelling tot bloem. Er zitten ook voedingsstoffen in zoals vezels en vitaminen, die in bloem niet meer aanwezig zijn.
In maalderijen waar met stenen wordt gemalen, bijvoorbeeld in een wind- of watermolen, is na het malen de kiem nog aanwezig.
In de moderne bloemmaalderijen met walsen is echter de waardevolle kiemolie gescheiden van het meel, doordat de kiem voor het malen verwijderd wordt. 
Volkorenmeel wordt gebruikt voor het maken van volkorenbrood en andere bakproducten.